# Krabbeholmane
Krabbeholmane est une île dans le landskap Sunnhordland du comté de Vestland. Elle appartient administrativement à Masfjorden.

## Géographie
Rocheuse et couverte d'une légère végétation, à fleur d'eau, elle s'étend sur environ 207 m de longueur pour une largeur approximative maximale de 118 m.